# Luc Jaggi
Luc Jaggi (* 28. Oktober 1887 in Genf; † 27. Mai 1976 ebenda) war ein Schweizer Bildhauer.

## Leben und Werk

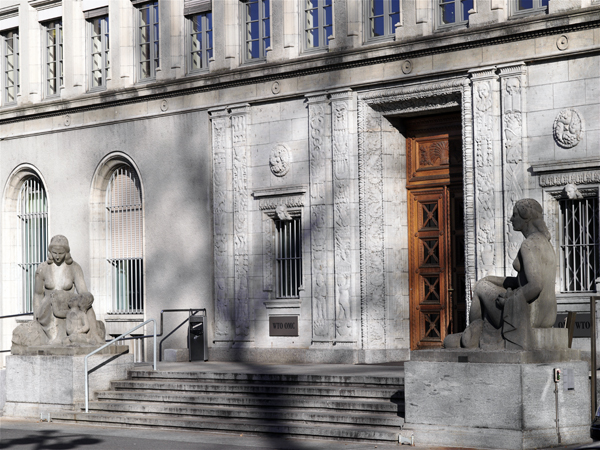
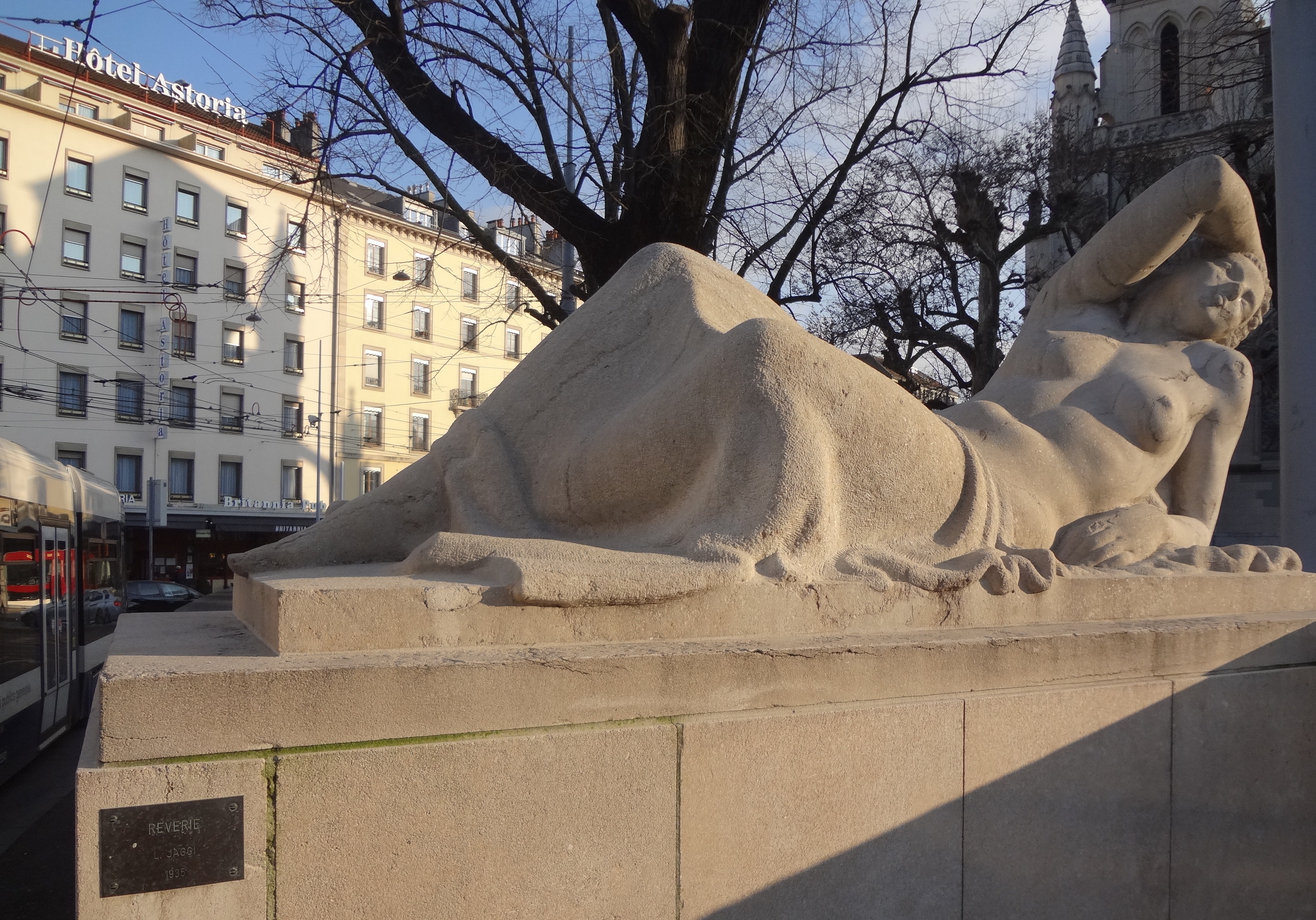
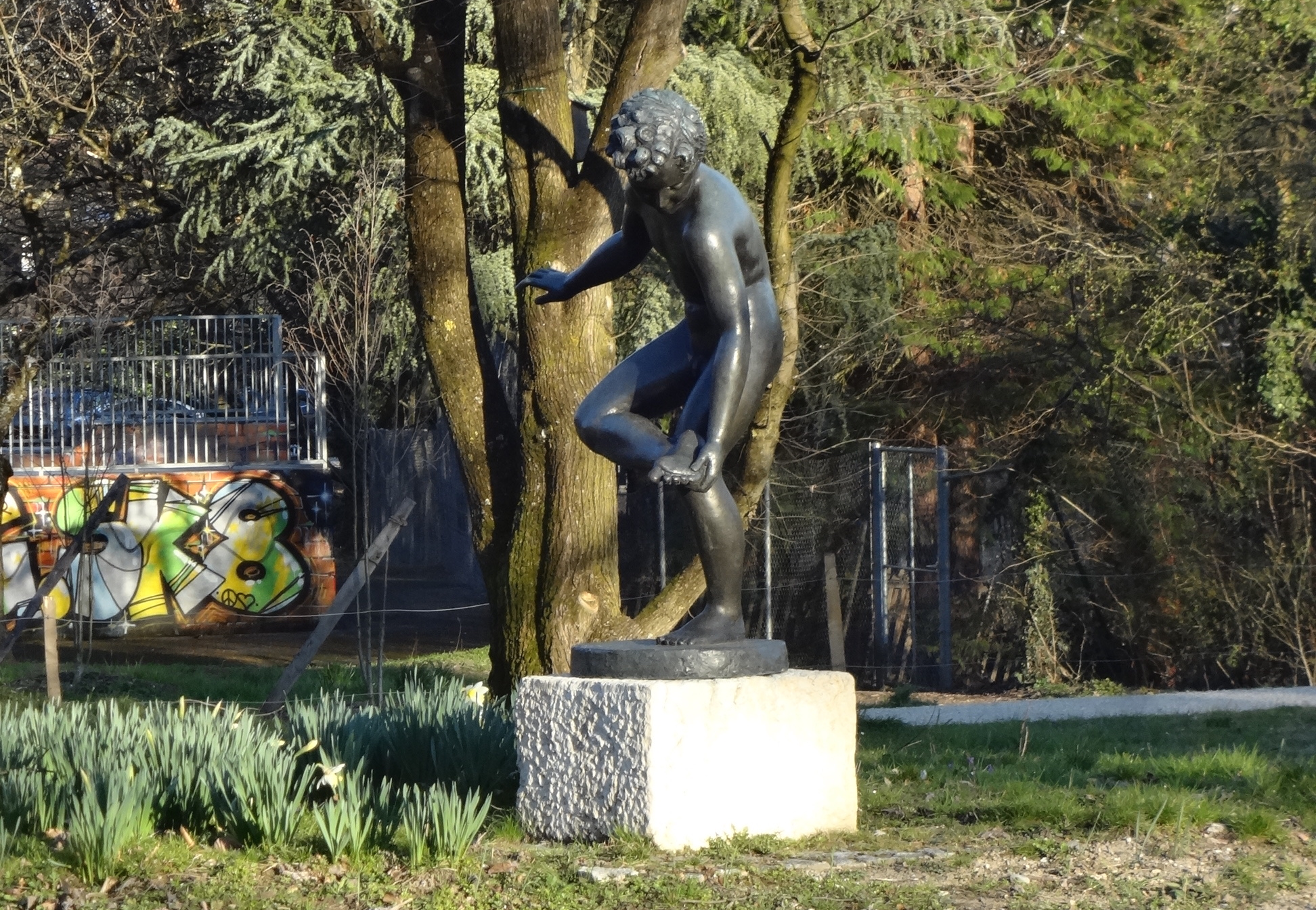
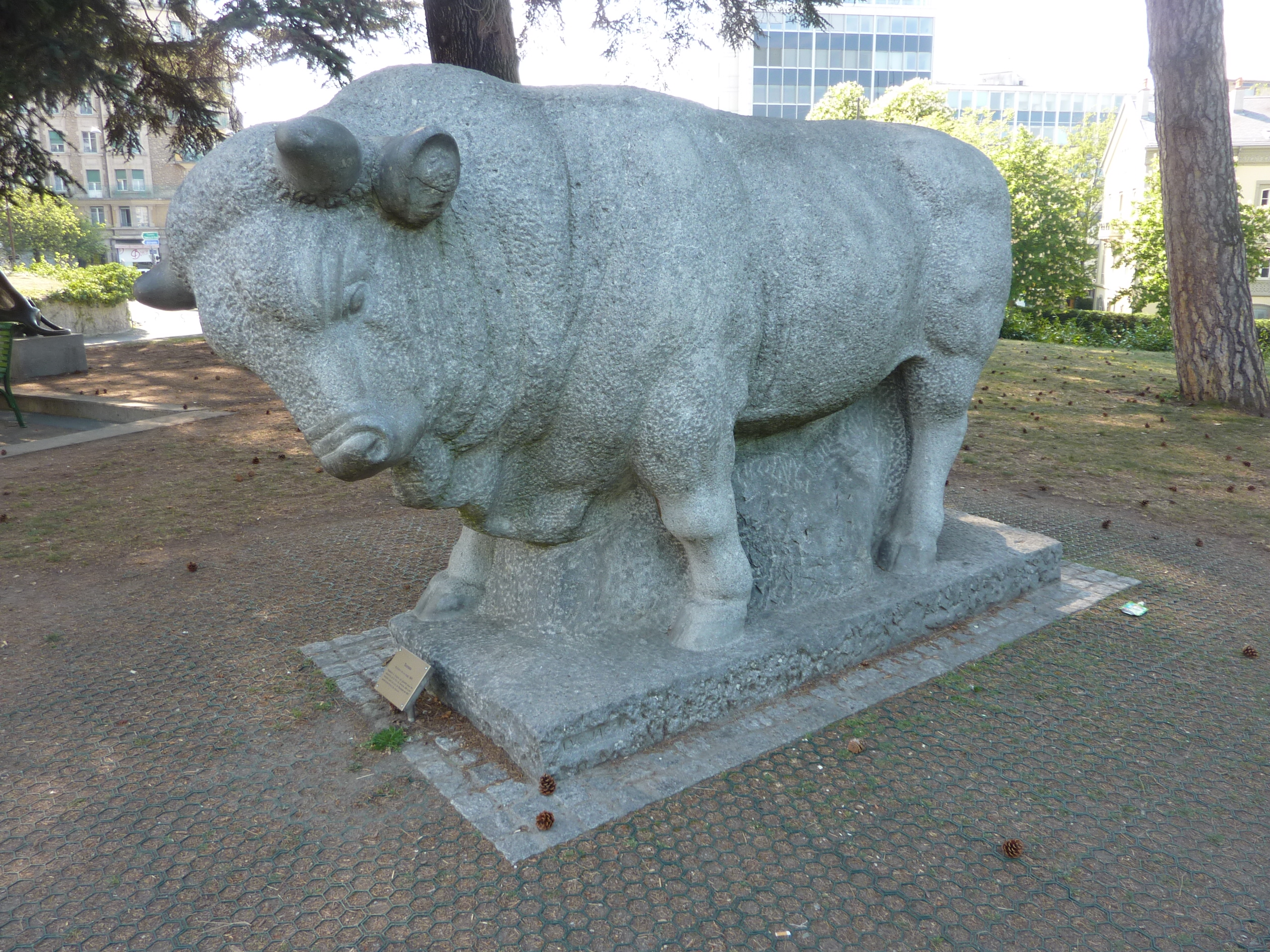
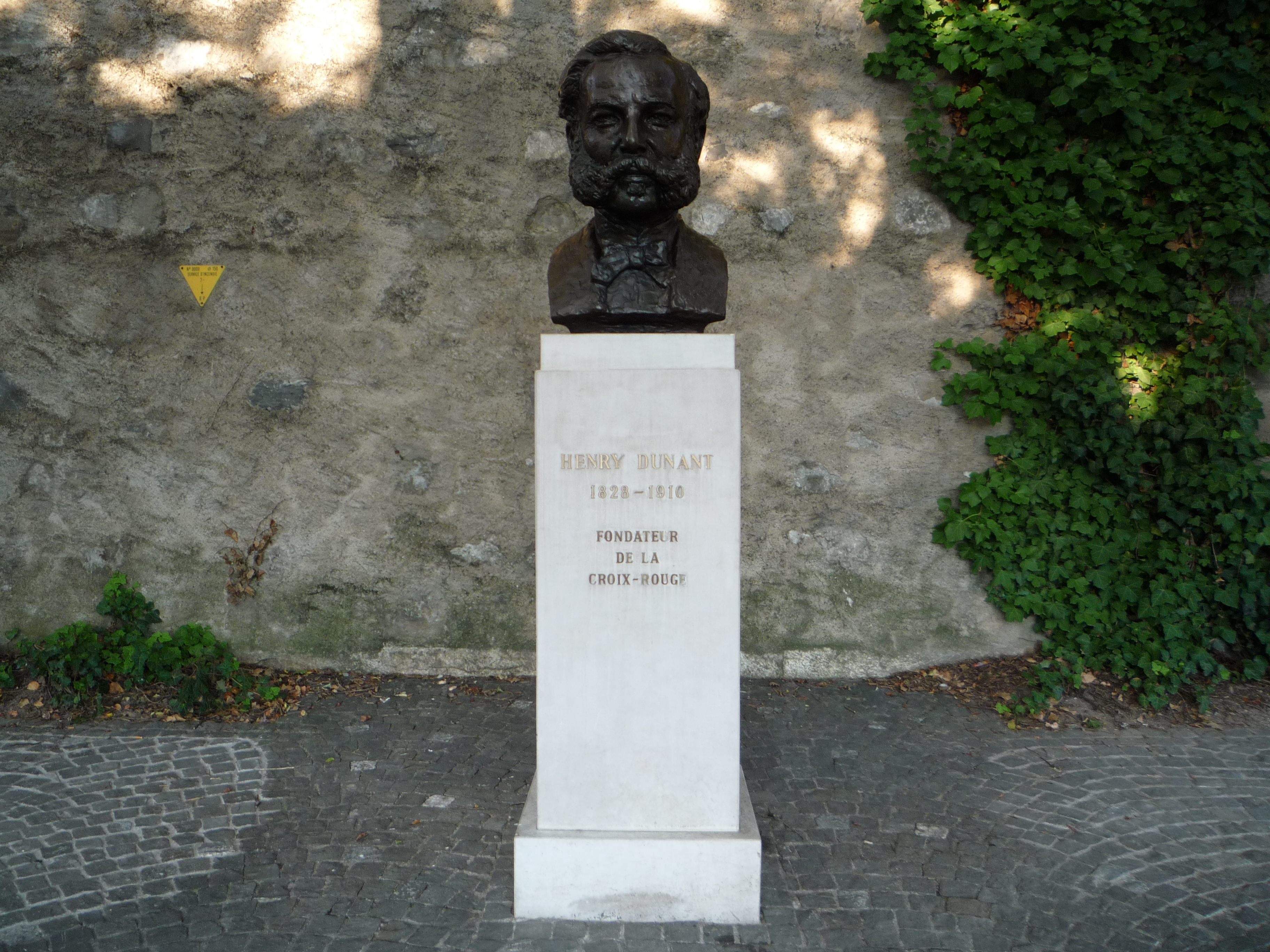

Luc Jaggi besuchte die Evangelische Lehranstalt Schiers, an der er Alberto Giacometti kennenlernte. Vom Solothurner Kunstsammler Josef Müller fertigte er 1918 eine Gipsbüste an (Privatsammlung). Jaggi nahm 1920 und 1926 an der Biennale di Venezia teil. Seine Werke sind im öffentlichen Raum in Genf zu sehen. Er war während der Schweizerischen Landesausstellung 1939 mit der Skulpturengruppe «Gelöbnis» vertreten. Jaggi stellte u. a. im Kunsthaus Zürich, Kunstmuseum Luzern und in der Kunsthalle Bern aus.